# Nationale Centrale Bibliotheek van Florence
De Nationale Centrale Bibliotheek van Florence (Italiaans: Biblioteca Nazionale Centrale di Firenze (BNCF)) is een van de twee nationale bibliotheken van Italië.
De bibliotheek bevindt zich in in Florence.
De tegenhanger is de Biblioteca Nazionale Centrale di Roma (BNCR) in Rome.